# Marios Joannou Elia
Marios Joannou Elia (Pafos, 19 de junho de 1978) é um compositor greco-cipriota, acadêmico e diretor de instituições artísticas e culturais. Tem sido descrito por musicólogos, críticos musicais e meios de comunicação como um “fenômeno musical”, “o homem do monumental”, “pioneiro entre os compositores da sua geração”, “renovador musical”, “o mago do som”, e até mesmo como o “criança prodígio da música contemporânea”.

## Obra artística
Elia é autor de obras com alcance e impacto global. Sinfonias, oratórios, óperas, rapsódias, peças corais, composições comemorativas e outras, distinguem-se pela originalidade, inventividade, singularidade e pela fusão de estilos musicais heterogêneos. A sua obra inclui cerca de 100 composições.